# Feed Back
Feed Back este o revistă literară lunară publicată la Iași, care se află în al nouăsprezecelea  an de apariție. Revista apare la Iași, fondată de Daniel Corbu, sub directoratul poetului Daniel Corbu, avându-l ca redactor șef pe Călin Cocora. Apare din 2004 fără hiatus, se află la numărul 215, ca revistă europeană de neoavangardă. 

## Orientarea revistei
Revista este orientată spre experiment literar, fiind și o rampă de lansare pentru tineri autori. Primul număr al revistei a apărut în decembrie 2004, iar de atunci apare fără hiatus, paginile acestei reviste de experiment literar fiind deschise pentru texte (poezie, proză, eseu, articol polemic, manifest literar etc.) neoavangardiste, novatoare. 
Revista apare  lunar, fără hiatus, editată de Asociația Culturală FEED BACK, sub egida Uniunii Scriitorilor din România, în format electronic, precum și tipărită, în format A4, într-o exemplară condiție grafică.